# Rohel (De Friese Meren)
Rohel (Fries: Reahel) is een dorp of buurtschap in de gemeente De Friese Meren, in de Nederlandse provincie Friesland. Rohel ligt tussen Sintjohannesga en Sint Nicolaasga vlak ten noorden van het Tjeukemeer. Rohel, Rotsterhaule en Sintjohannesga vormen een drielingdorp. 
In 2023 telde Rohel 210 inwoners, waarvan een groot deel in de buurtschap Vierhuis woont. Het dorp Rohel is grotendeels verzwolgen door het Tjeukemeer waardoor er maar een klein deel van het eigenlijke dorp is overgebleven, waardoor Rohel niet veel meer is dan een buurtschap.

## Geschiedenis
De plaats werd 1507 voor het eerst genoemd, als toe delffster nijegae en int nyegae of radehol. Daarna werd de plaats vermeld als Rodehel, Rohel, en Rohel of Nijega. Nijega is een verwijzing naar het oude dorp Oudega of Uiterdijke even verderop. Oudega werd in 1515 afgebrand door Friese stadhouder Floris van Egmond en niet meer herbouwd.
In vroegere tijden heeft Rohel een kerk met kerkhof gehad, maar deze is net als een groot deel van het dorp in het Tjeukemeer verdwenen. Men kan de grafstenen nog wel voelen op de bodem van het meer.
Het eerste deel van de plaatsnaam duidt op de rode kleur van de lokale turf. Het tweede deel kan verwijzen naar een laaggelegen en moerassige plaats. Een andere verklaring voor de plaatsnaam hangt samen met een legende over het ontstaan van het Tjeukemeer, hier zou ooit een bos hebben gestaan wat is afgebrand. De vuurgloed van het brandende veen (en bos) zou de naam rode hel verklaren.
In 1940 werd Kamp De Wite Peal gebouwd aan de (huidige) Kampweg. Het werkkamp werd genoemd naar de witte paal die op de grens stond van de gemeenten Schoterland (later Haskerland) en Doniawerstal. Er werden werklozen gehuisvest die met de afgraving van het veen te werk werden gesteld. Tijdens de Tweede Wereldoorlog was het een Joods werkkamp. Na de oorlog werd dit kamp gebruikt voor de huisvesting van KNIL-militairen (Molukkers). De lokale bevolking noemde het kamp na de oorlog het Ambonezen-kamp. In 2011 is een zuil geplaatst aan de Kampweg ter herinnering aan de verschillende perioden van het kamp.
Na de oorlog werd er een voetbalvereniging opgericht en er werd gespeeld vlak bij het kamp, er werden ook vele bewoners van het "Ambonezen-kamp" lid van deze voetbalvereniging. De naam van deze voetbalvereniging is nog altijd De Wite Peal (De Witte Paal), maar is inmiddels in Sintjohannesga gevestigd.
Rohel lag tot 1934 in de gemeente Schoterland, daarna lag de plaats in de gemeente Haskerland. Van 1984 tot 2014 lag de plaats in de voormalige gemeente Skarsterlân, daarna is die gemeente opgegaan in de gemeente De Friese Meren.

## Openbaar vervoer
- Lijn 48: Heerenveen - Rottum - Sintjohannesga - Rotsterhaule - Rohel - Vierhuis - Delfstrahuizen - Echtenerbrug - Echten - Oosterzee - Lemmer

Hoofdplaats: Joure     Stad: Sloten

Dorpen en gehuchten: Akmarijp · Bakhuizen · Balk · Bantega · Boornzwaag · Broek · Delfstrahuizen · Dijken · Doniaga · Echten · Echtenerbrug · Eesterga · Elahuizen · Follega · Goingarijp · Harich · Haskerhorne · Idskenhuizen · Kolderwolde · Langweer · Legemeer · Lemmer · Mirns · Nijehaske · Nijemirdum · Oldeouwer · Oosterzee · Oudega · Oudehaske · Oudemirdum · Ouwster-Nijega · Ouwsterhaule · Rijs · Rohel · Rotstergaast · Rotsterhaule · Rottum · Ruigahuizen · Scharsterbrug · Sint Nicolaasga · Sintjohannesga · Snikzwaag · Sondel · Terhorne · Terkaple · Teroele · Tjerkgaast · Vegelinsoord · Wijckel

Buurtschappen: Ballingbuur · Bargebek · Boornzwaag over de Wielen · Brekkenpolder · Commissiepolle · De Rijlst · Delburen · Finkeburen · Heide · Hooibergen · Nieuw Amerika · Onland · Schoterzijl (deels) · Schouw · Spannenburg · Tacozijl · Trophorne · Tweehuis · Vierhuis · Vrisburen · Westerend-Harich · Zevenbuurt

Friesland: Steden en dorpen      Nederland: Provincies · Gemeenten